# Jorge Tuero
Alberto Jorge Debrot Leefmans  (Caracas, 28 de abril de 1936-Caraballeda, 16 de diciembre de 1999) conocido artísticamente como Jorge Tuero, fue un actor de cine y televisión, y comediante venezolano.

## Biografía

### Carrera
Tuero fue integrante de una familia de seis hijos y se inició en la actuación en la emisora Radio Tropical con el espacio de humor llamado "El papá de mi hermanito" y formando parte del elenco de la cinta dramática "Amanecer a la vida" rodada en 1950, dirigida por el cineasta puertorriqueño Fernando Cortés.
Incursiona en televisión en 1961 en un episodio de la telenovela "Cinco destinos"  y en el espacio humorístico Radio Rochela, ambos producidos por la televisora, hoy desaparecida, RCTV. 
Luego de varios años trabajando en esta empresa televisiva fue despedido y, posteriormente, contratado por Venevisión para el programa Cheverísimo en 1992. Desde entonces hasta su muerte hizo reír al público con los segmentos del programa llamados El Terror del Llano, Rico McRico, Juan Pueblito, El doctor Criollín, El Profesor de Idiomas, Zanganini, El Dólar, El Condominio y Los Viejitos (con Margot Pareja en varias ocasiones y con Betty Hass en sus últimos años). Sin embargo, el personaje con el que más se identificó en la etapa final de su carrera fue Baldomero, El Terror del Llano. "Tanto tiempo en la farándula y ahora es que reconocen mi trabajo con este personaje", comentó Tuero un día a Pompeyo Izquierdo, libretista del programa y quien escribió la mayoría de los parlamentos del actor. El actor "por excelencia", como lo definió Pompeyo Izquierdo, se tomaba muy en serio el trabajo actoral.

### Origen del nombre
Muy pocos sabían por qué, a pesar de llamarse Alberto Debrot, lo conocían como Jorge Tuero. En una ocasión, al ser indagado por el origen de su nombre artístico, respondió: "Soy admirador de dos artistas mexicanos: Jorge Negrete y Emilio Tuero. Le robé el nombre a uno y el apellido al otro para que quedaran conformes".

## Personalidad
Antes de las sesiones de grabación de los espacios en que participó, Tuero hacía ejercicios de dicción, según refirió como anécdota su amigo y compañero actoral del programa Cheverísimo, Américo Navarro. Este también afirmó que Tuero los llamaba a todos "coleguita" o "Colegallo". Era un hombre de buen humor, ya que sus compañeros de trabajo no recordaban ningún altercado protagonizado por él, ni mala palabra que saliera de sus labios. "Jamás engañó a nadie, no vio maldad a su alrededor. Era un hombre de decisiones firmes, no permitía que alguien se metiera con su forma de ser o su trabajo", contó Pompeyo Izquierdo. 
Uno de los secretos mejor guardados de Tuero era su fecha de cumpleaños. Casi nadie llegó a conocerla aunque, actualmente, por medio de la consulta en bases de datos de identificación en Internet, fue posible hallar este dato. Otra cosa que sus pocos amigos sabían era cuánto le agradaba quedarse los sábados en la piscina de su casa, mientras su esposa se iba a hacer apuestas hípicas. También le encantaban los  carnavales, por eso soñaba ir a Brasil. Sin embargo, a Tuero no le agradaba la época decembrina, alegando que "era un año que se iba de vida".

## Fallecimiento
Jorge Tuero falleció al mediodía del 16 de diciembre de 1999 dentro de su casa ubicada en el sector de Los Corales en Caraballeda, Estado Vargas, Venezuela, a causa de las inundaciones y deslaves ocurridos por la Tragedia de Vargas. Con él también fallecieron su esposa Gladys, Sonia (la hija de ambos) y la nieta del actor. 
Según afirmó Navarro en una entrevista, los familiares de Tuero que residían en Caracas lo alertaron para que abandonara su casa y se resguardara en otro lugar más seguro pero, sin embargo, éste se negó a hacerlo afirmando que: "Esta casa tiene 27 años y yo me siento más seguro dentro de ella".
Ninguno de los cadáveres fueron hallados por autoridades o vecinos sobrevivientes del sector en donde vivía y, por esta razón, posteriormente, sus familiares directos solicitaron ante un juzgado del estado Vargas que se tramitara el documento de Presunción de Muerte de los fallecidos.